# Patria WKC

Werbung für Patria aus dem Jahre 1912

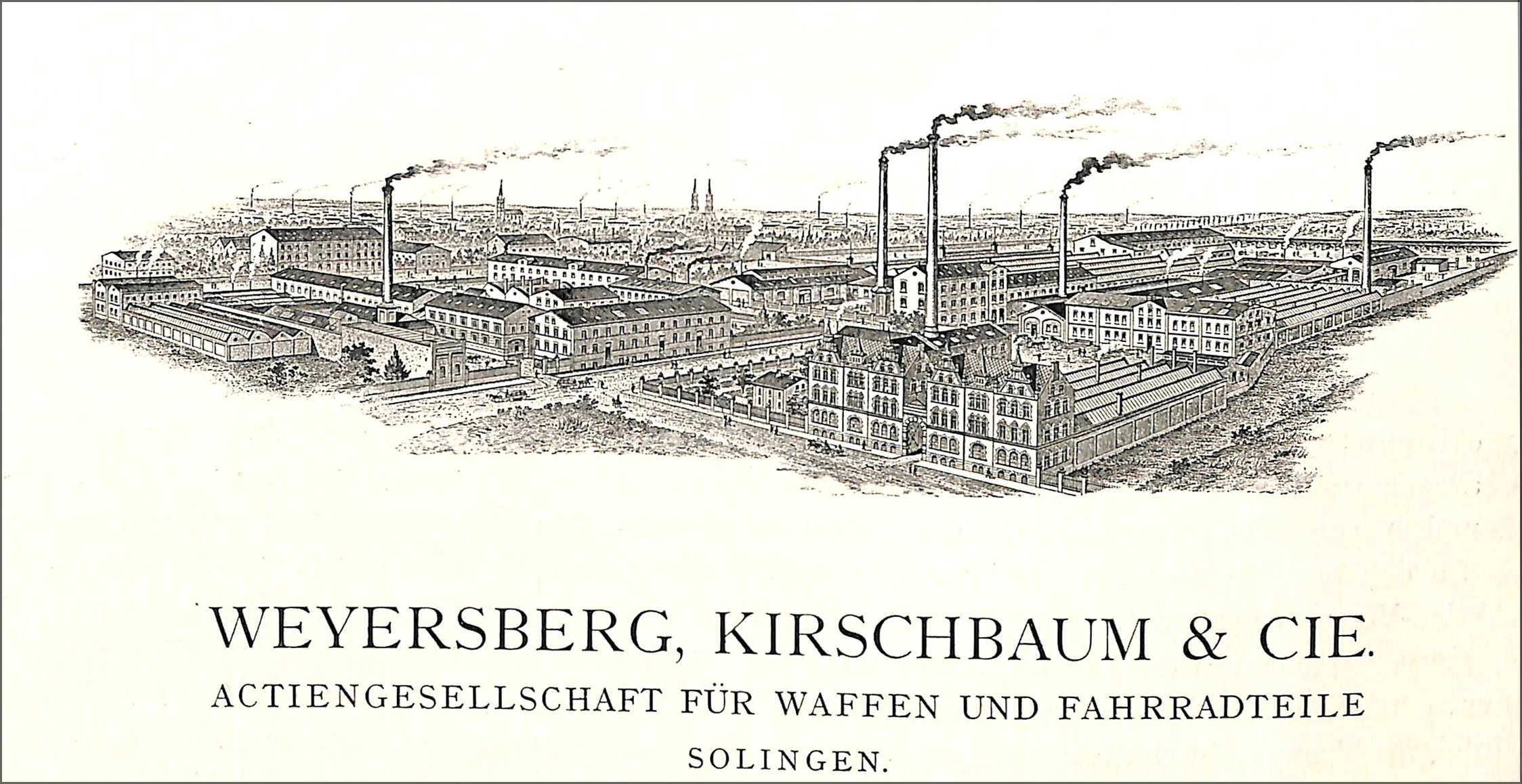
Werksgelände der Weyersberg, Kirschbaum u. Co AG um 1913

Werbung aus dem Jahr 1921

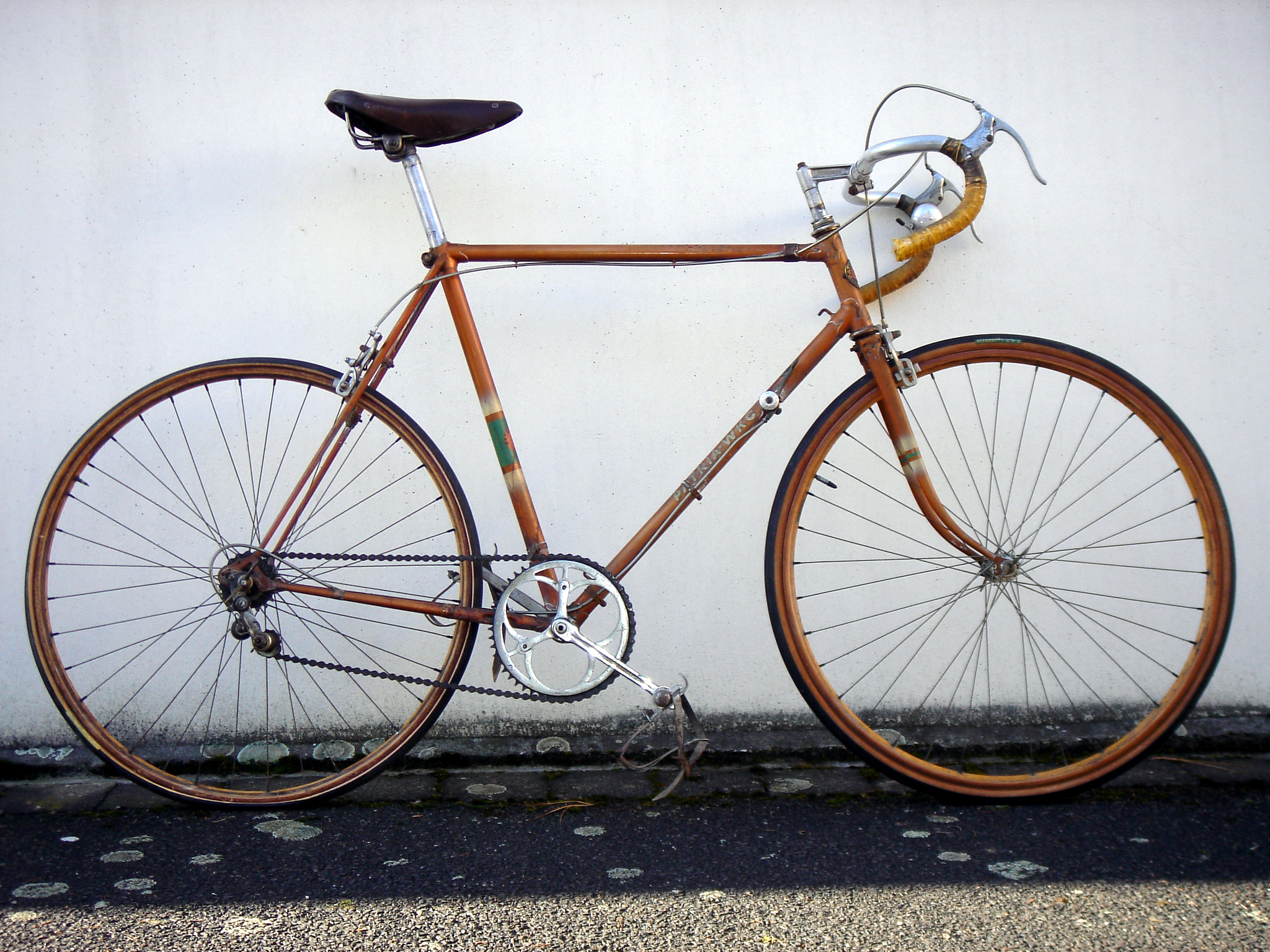
Herrenrennrad der Marke Patria WKC aus dem Jahre 1949

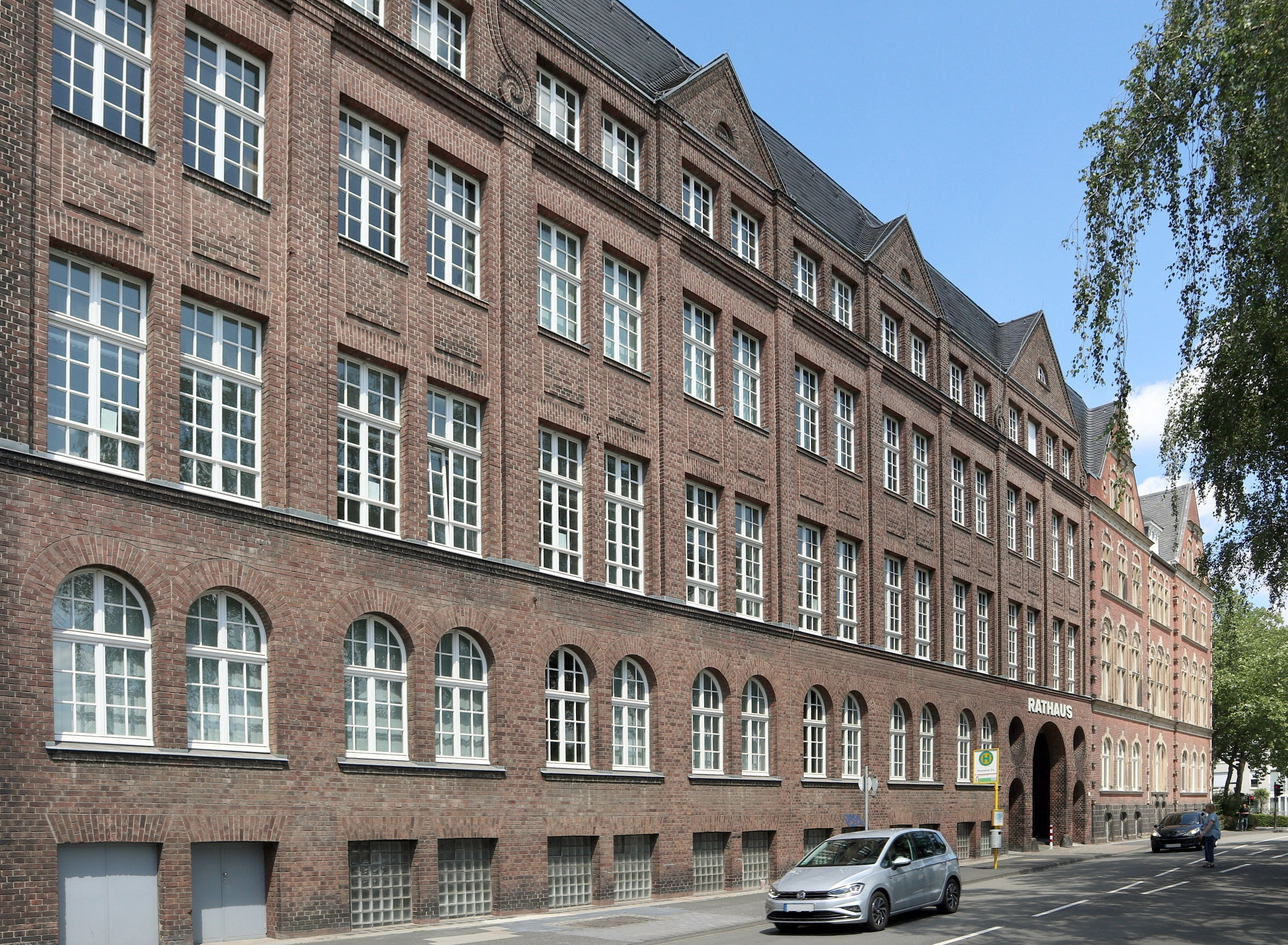
Ehemaliges WKC-Gebäude in Solingen, heute Teil des Rathauses

Patria WKC ist die Markenbezeichnung für Fahrzeuge, insbesondere Fahrräder und Motorräder, des Solinger Unternehmens Weyersberg, Kirschbaum & Cie. (WKC). Die Marke befindet sich seit 1971 im Besitz des lippischen Fahrradherstellers Kleinebenne GmbH.

## Geschichte
Das Unternehmen wurde 1883 durch den Zusammenschluss der beiden alteingesessenen Traditionsfirmen Gebr. Weyersberg und W. R. Kirschbaum begründet, die beide bisher ausschließlich Waffen, hauptsächlich Bajonette, hergestellt hatten. Fortan hieß es Weyersberg, Kirschbaum & Cie. (WKC). Bis 1893 wuchs die Belegschaft auf rund 630 Mitarbeiter an. Ab Mitte der 1890er Jahre stellte das Unternehmen auch Fahrradteile – Kurbelgetriebe, Naben, Pedale sowie Ketten – her. 1898 kam das erste komplette Fahrrad unter dem Markennamen „Patria“ (lat. patria = Vaterland) auf den Markt. Die Firma, eine der größten der Stadt, erhielt die ersten beiden Telefone Solingens mit den Nummern 1 und 2.
1897/1898 kam es zu einer ersten Krise der Fahrradindustrie, weshalb die Hälfte der Belegschaft entlassen wurde. Das Unternehmen verlegte sich fortan zusätzlich auf die Produktion weiterer Geräte wie Haarschneidemaschinen, Äxte und Zuckerhauer (Macheten). Zwischen 1899 und 1901 stellte das Unternehmen in geringer Anzahl auch Automobile mit Einzylindermotoren her. Eine weitere Quelle bestätigt den Bauzeitraum und gibt außerdem an, dass es Tricars auf Basis von Motorrädern waren, die zwischen den Vorderrädern eine Person oder Gepäck befördern konnten.
Nach der Überwindung dieser Krise wurden bei WKC bis in die 1910er Jahre hinein jährlich bis zu 35.000 Fahrräder produziert; nach dem Ersten Weltkrieg stieg die jährliche Produktion auf rund 100.000 Stück. Damit gehörte WKC zu den zehn größten Fahrradfabriken in Deutschland. Die Belegschaft von WKC wuchs auf rund 1200 Mitarbeiter. Bestrebungen des Unternehmens, in den Motorradbau einzusteigen, scheiterten jedoch. Im Zuge der Weltwirtschaftskrise ging die Muttergesellschaft Siegen-Solinger Gussstahl-Aktien-Verein, zu der WKC seit 1922 gehörte, 1929 in Konkurs. Durch die Ausgliederung einzelner Abteilungen, aus der später eigenständige Firmen entstanden, konnte die Produktion von Fahrrädern, Waffen und Haarschneidemaschinen bei WKC jedoch fortgeführt werden.
Zwischen 1933 und 1945 erlangte die Firma WKC wieder einen Namen für hochwertige blanke Waffen und wurde zum wichtigsten Säbel-Lieferanten für die Wehrmacht. Im Zweiten Weltkrieg waren die Gebäude der WKC, die 1932 von ihrer ursprünglichen Adresse in der Innenstadt in den Ortsteil Merscheid umgezogen war, Ziel der englischen Bombardements auf Solingen und wurden fast alle zerstört.
Von 1948 bis 1952 finanzierte Patria WKC ein eigenes Radsportteam, bei dem bekannte Fahrer wie der Dortmunder Erich Bautz und der Dresdener Oskar Thierbach unter Vertrag standen. 1953 musste das Unternehmen, das inzwischen neben Fahrrädern auch Mopeds und kleine Motorräder herstellte, die Produktion einstellen. Um 1956 bot Patria WKC wieder drei Mopedmodelle (MS 50/55, MS 50/56 und Derby) an. Die Waffensparte von Weyersberg, Kirschbaum & Cie. produziert bis heute Blankwaffen.
Seit 1971 werden Fahrräder mit dem Markennamen Patria von der Fahrradmanufaktur Ernst Kleinebenne, später Kleinebenne GmbH, in Leopoldshöhe bei Bielefeld hergestellt. 2014 stellte Patria bei der Eurobike den Prototyp seines ersten Lastenrades vor. Die Manufaktur baut ausschließlich gemuffte Stahlrahmen.

## WKC-Gebäude und neues Rathaus
Bis 1929 befand sich die Verwaltung der Firma WKC in einem Backsteingebäude auf der Cronenberger Straße in Solingen. Es wurde ab 1937 von der Stadtverwaltung genutzt, behielt aber die Bezeichnung „WKC-Gebäude“. 2008 wurde ein neues Rathaus gebaut, in das das alte denkmalgeschützte Gebäude integriert wurde. Im Foyer des neuen Rathauses erinnerte eine Ausstellung an die Firma WKC, die aber im November 2010 abgebaut wurde, um künftig Kunstausstellungen Platz zu machen. Ein WKC-Werbeplakat aus dem Jahre 1900 des Solinger Künstlers Robert Engels ist allerdings auch weiterhin im originalgetreu erhaltenen Treppenhaus des ältesten Gebäudetrakts aus dem Jahr 1898 zu sehen. Zusammen mit dem WKC-Firmenlogo im schmiedeeisernen Treppengeländer, dem Harnisch, erinnert es an die Vergangenheit des Gebäudes.